# República do Iucatã
```
   |-
       |
Erro:
:  
valor não especificado para "
nome_comum
"
```

A República de Iucatã (português europeu) ou Iucatão (português brasileiro) (em castelhano: República de Yucatán) foi um estado soberano em dois períodos do século XIX. A primeira República de Iucatã, fundada 29 de maio de 1823, ingressou na Federação Mexicana como República Federada de Iucatã em 23 de dezembro de 1823, menos de sete meses depois. A segunda República de Iucatã surgiu em 1841, quando o mesmo território declarou sua independência da Federação Mexicana. Esse estado permaneceu independente até 1848, quando voltou à Federação Mexicana de forma permanente. O território inclui os modernos estados mexicanos de Iucatã, Campeche e Quintana Roo. De um modo geral, a República de Iucatã refere-se a Segunda República (1841-1848).